# Саборна црква у Сремским Карловцима
Саборна црква Светог Николе у Сремским Карловцима је главни и највећи православни храм у Сремским Карловцима, смештен уз некадашње седиште Српске патријаршије, стари Патријаршијски двор, данас владичански двор Сремске епархије Српске православне цркве. Саборна црква у Сремским Карловцима је средишња црква епархије.
Саборна црква у Сремским Карловцима је Споменик културе од изузетног значаја.

## Историјат
Градња Саборне цркве Светог Николе у Сремским Карловцима започета је 1758. на подстицај Карловачког митрополита Павла Ненадовића, по плановима израђеним у Бечу, на месту старе цркве из турског времена. Мајстори градитељи били су Коста Цинцарин и Немац Јоханес. Године 1760. зидани су торањ и купола, по пројекту Захарија Орфелина, а црква је потпуно завршена 1762.
Крајем 18. века Саборна црква је тешко страдала у пожару, а први пут је обновљена 1805. године.
Уговор за сликање иконостаса склопљен је 1780. са сликарима Теодором Крачуном и Јаковом Орфелином. Празничне иконе и двери су Крачунове, док су остале иконе Орфелинов рад.
1811. године Саборна црква је обновљена са значајним изменама, које су цркви дале неокласицистичке одлике. Век касније (1911. године) поново је обновљена и добила, уместо барокне, ренесансну фасаду. Црква је сачувана изглед од дате обнове.
Последња обнова саборне цркве десила се 2011. године.
Заслугом Епископа сремског, те свештенства храма, а подршком Фонда за Сремске Карловце - Покрајинске владе АП Војводине, у току 2020. године је у потпуности обновљена фасада Саборне цркве.

## Опис грађевине
Једнобродна је грађевина са полукружном апсидом на истоку и два висока барокна звоника на западу. Унутрашњи простор подељен је на пет травеја, између олтара и наоса налази се висока олтарска преграда. Први пут је обновљена после великог пожара 1799, а веће измене на фасади изведене су 1909. по нацртима архитекте Владимира Николића, који је унео елементе неокласицизма.
Иконостас представља врхунац уметничких остварења барокног сликарства у српској уметности. Префињеност облика, рафинирани колорит, пиктуралност израза, декоративне позадине, одлике су Крачуновог сликарства на иконостасу, док је Орфелин показао пуну зрелост свог талента управо на овом иконостасу, посебно на престоним иконама, чију ће концепцију и стил касније понављати и у другим црквама.

## Значај
Саборна црква Светог Николе у Сремским Карловцима спада у ред најважнијих храмова Српске православне цркве и има огроман верски значај за српство.
Храм има и велики културно-историјски значај. Завод за заштиту споменика културе Војводине категорисао је Саборну цркву као културно добро од изузетног значаја, јер се у њој, поред фресака, слика Паје Јовановића и других вредних верских и уметничких предмета налазе и две реликвије - делови моштију другог српског архиепископа Светог Арсенија Сремца и Чудотворна икона Пресвете Богородице Бездинске.

## Слике Паје Јовановића у храму
Паја Јовановић је осликао девет великих уља на платну. Ова његова платна скинута су са црквених зидова и рестаурисана први пут после стотину година 2010. године. Реч је о сликама : “Беседа на Маслиновој гори”, “Мојсије прима таблице закона”, “Спаљивање моштију Светог Саве на Врачару”, “Свети Сава мири браћу”, “Крунисање Стефана Првовенчаног”, “Краљ Милутин”, “Соломон премудри”, “Свети Јован Дамаскин” и “Цар Давид”. У овом саборном храму чува се и икона Светог Ђорђа, такође Јовановићев рад.
Мада релативно мало позната, ова дела великог српског сликара су 1949. године заштићена као “покретно културно добро”, али нису сасвим расветљене околности у којима их је тада већ времешни уметник, који није имао искуства у зидном сликарству, насликао.
Историчар уметности Никола Кусовац наводи да су ове слике највероватније настале у периоду од 1906-1912. године. У прилог томе говори занатска перфекција, светлији колорит и извесна декоративност у изразу, што је карактеристично и за Јовановићеве велике композиције као што су “Женидба Душанова”, “Таковски устанак” или “Душанов законик”. Кусовац сматра да је уговор за извођење карловачких слика склопљен више година пре њиховог настанка, још за време патријарха Георгија Бранковића на шта указује и патријархов портрет у лику Стефана Дечанског на северном трону цркве.
Академик Дејан Медаковић записао је да се у неким од ових дела може приметити утицај назаренских асоцијација, поготово у “Беседи на гори”, која се одликује светлим колоритом и дидактичком наративношћу. Као и да читав Јовановићев црквени опус није проистекао из значајнијег уметничког истраживања и промишљања. Сликар је желео да покаже да је способан да ради у духу савремених уметничких тенденција, али се ове тежње састоје из занатске бравурозности и форме, а недостаје им модеран начин размишљања.
Постоји и верзија да је Јовановић ових девет дела најпре урадио за цркву Светог Ђорђа на Опленцу, задужбину краља Петра Првог Карађорђевића из 1910. године, али те слике, наводно, нису биле по вољи краља. Велики сликар се, кажу, љутнуо и одлучио да ова платна дарује сремскокарловачком храму.